# 老西开事件
老西开事件是1916年发生在中国天津，由于天津法租界试图进一步扩张所引起的天津市民的抗议事件。

## 背景
天津法租界成立于1861年，初期范围包括海河西岸紫竹林村附近的439亩土地，西南面以海大道（今大沽北路）为界。在1900年（光绪二十六年）庚子事变中，法国参加八国联军，占领天津，11月20日，法国驻天津总领事杜士兰宣布，天津法租界向西南方扩展到墙子河（今南京路），使该租界面积扩展了4倍，达到2360亩。一年多以后，1902年（光绪二十八年），法国试图再次拓展天津法租界，法国驻天津领事罗图阁照会天津海关道唐绍仪，要求将墙子河西南方，面积达4000亩的老西开地区划入法租界，唐绍仪不予理会，未作答复。
不久以后，1903年1月14日，天津英租界成功地越过墙子河，向西南方扩展，直到海光寺大道，得到面积为3928亩的推广界（British Extra Rural Extension），使天津英租界的总面积达到6149亩。因此，天津法租界受此激励，仍在等待机会，继续向西南方扩展。
1912年，梵蒂冈教廷颁发诏书，宣布从直隶北境代牧区分设直隶海滨代牧区，主教府设在天津三岔河口的望海楼教堂。首任主教杜保禄（法国遣使会会士）认为望海楼教堂地处天津旧市区，不便于今后扩展，于是在紧邻天津法租界西南面的老西开地区购买了一片沼泽洼地，兴建新的主教座堂——西开教堂，并在教堂附近陆续开办了西开小学、若瑟小学、圣功小学、若瑟会修女院法汉学校（今21中学）和天主教医院（今天津妇产科医院），形成一大片教会建筑群。教堂本身位于华界，大门正对着天津法租界内的福煦将军路（滨江道）。
1913年8月，西开教堂动土兴建，天津法租界工部局声称保护教堂，派巡捕进驻该地区。天津警察厅在华法交界墙子河上，从法租界通往老西开所必经的张庄大桥（木桥）派遣9名警察驻守。这样，在老西开地区形成中法两国警察相互对峙的局面。
对峙局面维持一年后，1914年7月，法国驻天津领事宝如华致函直隶交涉署，主张由于中国方面未答复法国领事的照会，后来对法租界在老西开派设巡捕、修筑道路也未提出异议，即表示中国方面已经默认了老西开地区为法国推广租界，因此要求中国方面撤走警察。对此直隶交涉署予以反驳。
1915年9月，天津法租界工部局在老西开地区散发传单，要求当地居民向租界当局纳税。同月，天津的一批绅商成立了维持国权国土会，会长为天津商会会长卞月庭，副会长赵天麟（赵君达，北洋大学校长，新教徒）、孙子文，委员为刘子鹤、刘俊卿（《益世报》经理，天主教徒）、宋则久（新教徒）、杜小琴。

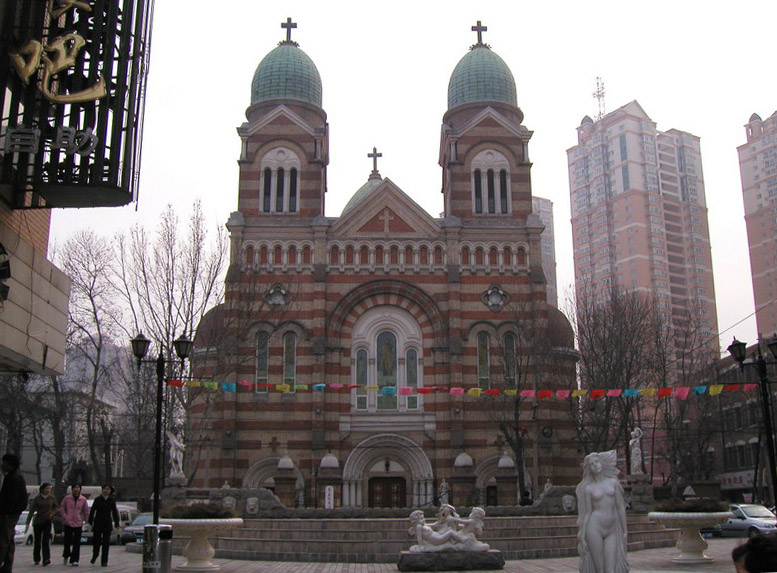
西开若瑟天主堂

## 过程
1916年6月，老西开主教座堂及其附属建筑全部竣工，教会机构正式迁入。法租界工部局遂在教堂前方今独山路、营口道和西宁道之间近50亩的三角地带安插法国国旗，设置界牌，表示此地已划入法租界，并派安南（越南）兵把守。中国官方未作明确表态。10月17日，法租界工部局向直隶省发出最后通牒，限中国在48小时内让出老西开。
10月20日晚，法国驻津领事带领法租界巡捕和安南兵，将驻守张庄大桥的中国警察缴械拘禁。这一事件立即引起天津市民大规模抗议活动。10月21日，维持国权国土会发动数千人举行示威，赴直隶省公署、交涉署和省议会请愿。10月23日，天津商会决议，抵制法国银行所发行的纸币，抵制法国货，并请政府致电法国政府，要求撤换法国驻华公使。10月25日，八千余名各界人士举行公民大会，决议通电全国与法国断绝贸易，中国货不售与法国等。
中国政府最初准备与法国妥协，准备接受法国占据老西开的现实。但是随着天津的反法运动日趋激烈，外交部长陈锦涛提出辞职。10月29日，代理外交次长夏诒霆在直隶交涉署接见示威者代表时，由于发表批评意见遭到围攻，不久也被撤换。
11月12日，法租界内法商仪品公司等工厂的工人、夫役、人力车工人、女佣工、职员群起罢工，罢工总人数达到1400人，罢工时间持续4个月，致使法租界陷于瘫痪，电灯厂停电，道路、垃圾无人清扫。同时，居住在法租界内的中国居民、商人也掀起迁居华界的运动。

## 天主教会与老西开事件
在老西开事件中，天主教会中出现明显对立的2个阵营。比利时籍副主教雷鸣远批评由外国各个修会代表本国利益控制中国天主教的作法，提出“中国归中国人，中国人归基督”的口号，于1915年10月10日，在天津南市荣业大街创办《益世报》，这时积极投入支持天津市民反对法国人扩展天津法租界的行动。为此被法国籍主教杜保禄降职调往外地，1920年遣送回欧洲。

## 结束与后果
由于在华法国商人损失惨重，而法国正全力投入第一次世界大战，无力干预东方事务，1916年底，法国政府电令驻华公使尽快结束老西开事件。于是法国公使向中国政府提出暂时维持原状的要求，并且请英国驻华公使朱邇典爵士出面调停。中国政府没有正式加以接受，双方也未达成任何协议，老西开问题继续成为中法两国之间的悬案。老西开地区在事实上仍长期维持中法共管局面。
1931年日本人在天津发动便衣队暴动后，法租界基本上控制了老西开地区，但是并未正式并入法租界，而是属于法租界的非法界外侵占区。